# Johan Wiktor Kramer
Johan Viktor Kramer, född den 3 mars 1871 i Guldsmedshyttan, Lindesbergs församling, död den 28 februari 1945 i Malmbergets kyrkobokföringsdistrikt, Norrbottens län, var en svensk socialdemokrat, syndikalist, agitator och fackföreningsledare.
Han deltog i Norbergsstrejken 1891–1892, vilken han tillsammans med G. Eklund skildrat i skriften Striden i Norberg. En sanningsenlig framställning utgifven af grufarbetarne själfva. Därefter flyttade han till Malmberget där han försörjde sig som gruvarbetare, senare också som byggnadssnickare. Med tiden blev han känd under hedersnamnet "Norrlandskungen".
1895 tog han initiativ till bildandet av avdelning 4 Malmberget av Gruvindustriarbetareförbundet liksom Malmbergets socialdemokratiska arbetareförening för vilken han fungerade som ordförande 1898–1901, samt satt 1895–1896 i byggnadsstyrelsen för Folkets husföreningen. Han satt i den socialdemokratiska partistyrelsen i fem år, 1900–1905, var ledamot i styrelsen för tidningen Norrskensflamman under dess fyra första år samt var dess redaktör under ett par kortare perioder.
1910, året efter storstrejken, anslöt han sig till nybildade syndikalistiska SAC och under hösten var han med om startandet av en lokal samorganisation, LS, i Malmberget.
Inom SAC deltog han förutom ett flertal gånger som kongressombud även som ledamot i dess centralkommitté 1912–1917, som ledamot i styrelsen för Norrbottens distrikt 1919–1926 samt som organisatör i distriktet. Han reseagiterade i Norrbotten, Västerbotten och Dalarna.